# François Thierry-Mieg

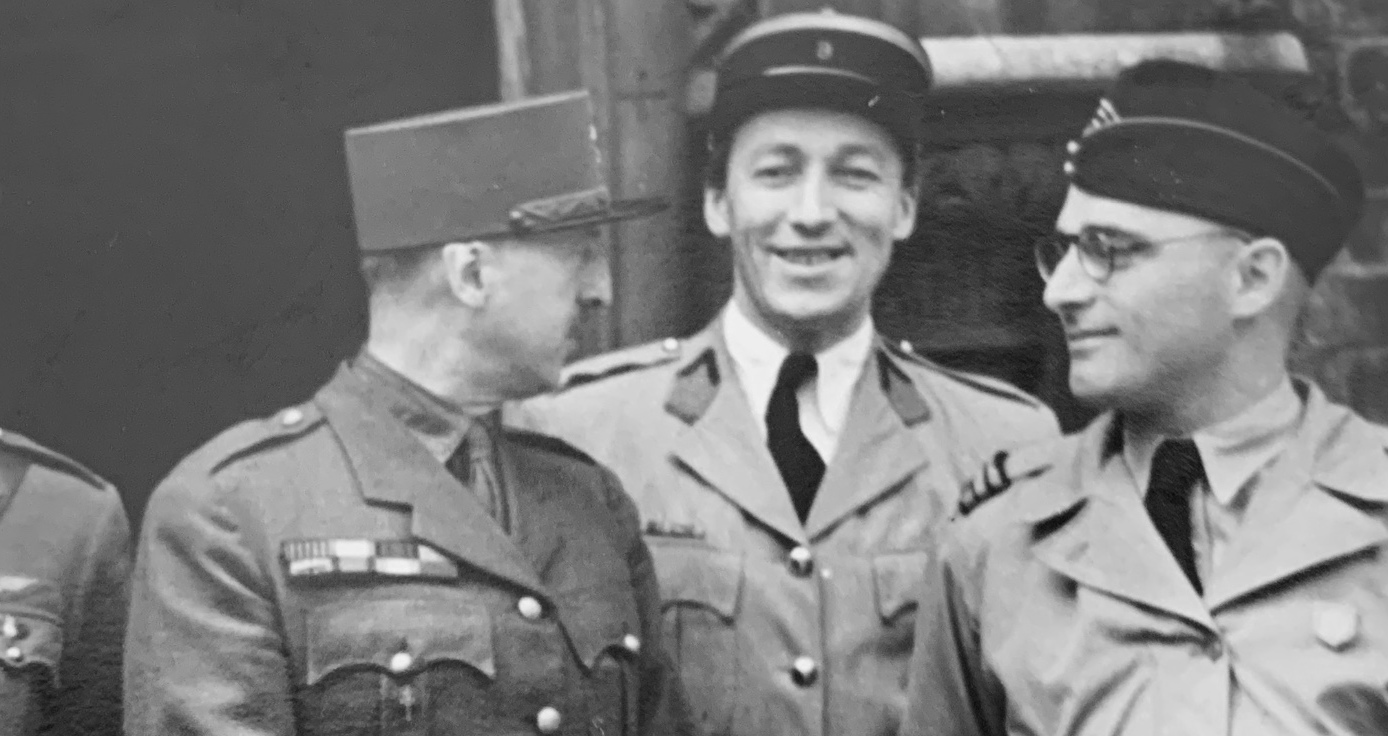
Le général Kœnig, commandant en chef des Forces françaises libres, et le capitaine Thierry-Mieg à Londres, début juin 1944.

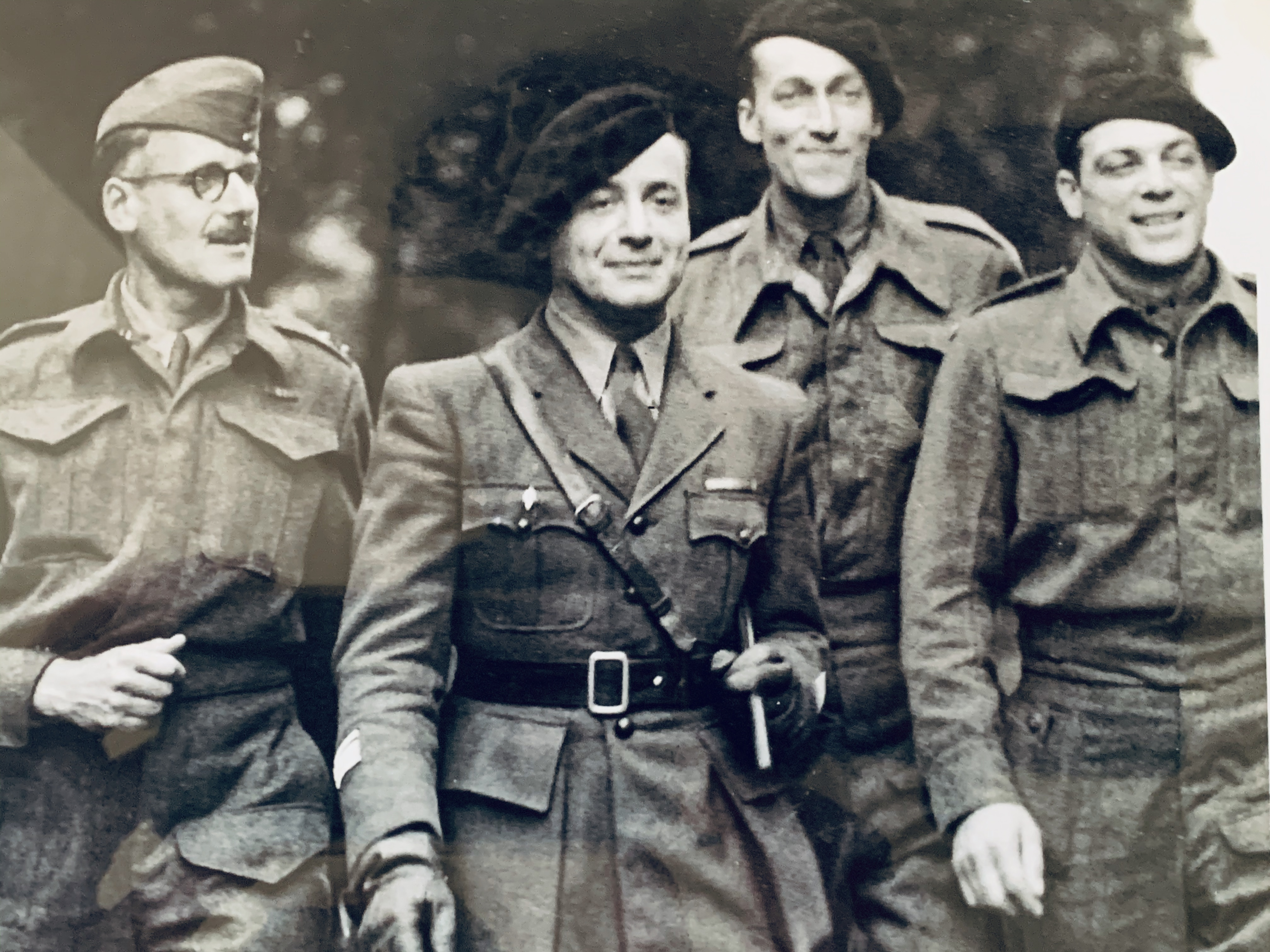
Arrivée à Londres début septembre 1941 des évadés français par la Russie. De gauche à droite sur la photo : Jean Richemond, futur membre du Commissariat national à l'intérieur ; Pierre Billotte, futur chef de l'état-major particulier du général de Gaulle ; François Thierry-Mieg, futur chef de la section contre-espionnage du BCRA ; Henri Clastère, BCRA lui aussi et bientôt parachuté en France pour une mission de sabotage.

François Thierry-Mieg (dit Capitaine Vaudreuil), né le 18 novembre 1908 à Paris et mort le 30 septembre 1995 à Chatou, était l'un des cadres dirigeants du Bureau central de renseignements et d'action (BCRA).  
Ancien délégué militaire de la France libre à Gibraltar, il devient en 1943 chef de la section contre-espionnage des services secrets gaullistes. Avec André Manuel, Pierre Brossolette et Jacques Bingen, il resta jusqu'en 1944 l'un des principaux adjoints du colonel Passy. 
Après la Libération, il fut le directeur de cabinet d'Henri Ribière, directeur général du Service de documentation extérieure et de contre-espionnage (SDECE) (1946-1951).

## Biographie

### Avant-guerre
Né à Paris le 18 novembre 1908, François Thierry-Mieg était le fils d’Adolphe Thierry-Mieg, saint-cyrien et industriel, et de Marcelle Hervey (morte en déportation à Ravensbrück le 9 février 1945).
Il épouse le 29 août 1934 au Havre Denyse Kronheimer, avec qui il aura quatre enfants. 
Ingénieur textile de formation, Thierry-Mieg débuta dans le groupe textile familial. Jeune marié, il rejoignit ensuite l'entreprise d'import-export, fondée par son beau-père. Chargé des activités de négoce de café, il voyagea beaucoup outre-mer jusqu'au déclenchement des hostilités.

### «Les Russes» (1941)
Mobilisé en 1939, il participa à la campagne de France (1940). En juin 1940, il se replie avec son unité dans les Vosges et, sur ordre, devra déposer les armes après la signature de l'Armistice. Captif, il fut emprisonné dans l'est de l’Allemagne. Une évasion réussie dans des conditions extrêmes lui fit atteindre la Lituanie, fraichement occupée par les troupes soviétiques. Incarcéré à nouveau en janvier 1941, il subit le sinistre circuit stalinien : forteresse de Kaunas, prisons moscovites du NKVD (Loubianka et Boutirki).
L'invasion allemande du 22 mai 1941 changea radicalement la donne. Les évadés français furent regroupés dans un camp en périphérie de Moscou. Quelques fortes personnalités en émergèrent vite. À commencer par le capitaine breveté Pierre Billotte, les lieutenants Alain de Boissieu, Jacques Branet et Pierre Rateau. Tous les quatre seront faits compagnons de la Libération. Mais aussi le futur historien de la France libre, Jean-Louis Crémieux-Brilhac, et le dessinateur de presse Louis Mitelberg qui fera les beaux jours de L'Express sous le pseudonyme de « Tim ». Billotte, qui s'était magnifiquement illustré lors des sanglants combats de la bataille de Stonne, en devient naturellement le chef. Il prendra la direction de l'état-major particulier de Charles de Gaulle, dès son arrivée en Angleterre.
Dans une Russie tétanisée par l’avance foudroyante des divisions allemandes, 186 des évadés (dont Thierry-Mieg) demandent à intégrer les Forces françaises libres. Il faudra les interventions répétées de l'attaché militaire britannique, Noel Mason-MacFarlane, pour permettre leur embarquement le 30 août. Les « 186 » débarquèrent enfin à Glasgow début septembre. Thierry-Mieg devait retrouver ultérieurement MacFarlane à Gibraltar, dont celui-ci devient le gouverneur.  
Au sein de la France libre naissante, ce renfort d'officiers de carrière et de soldats aguerris connut un immense retentissement. Ce groupe d'évadés y sera connu sous le surnom des « Russes ». Les liens forgés en captivité en feront une amicale influente, longtemps après la guerre. Jean-Christophe Notin en tirera même matière à roman en 2008 (Nom de code : La Murène). Le membre le plus éminent en sera Alain de Boissieu, gendre du général de Gaulle et chancelier de l'ordre de la Libération. 

### Gibraltar (1942)
Volontaire pour être parachuté en France, le capitaine Thierry-Mieg intégra le nouvellement créé Bureau central de renseignements et d'action et prit le pseudo de « Vaudreuil ». Peu après, il fut détaché au tout nouveau Commissariat national à l'intérieur comme secrétaire général. Il y revit son camarade de Russie Jean-Louis Crémieux-Brilhac, qui allait être l’ami d’une vie.
En avril 1942, il retrouva le BCRA et rejoignit Gibraltar comme chef militaire de la délégation de la France libre. Du fait de son emplacement stratégique, Gibraltar était la plaque tournante de l'espionnage et le lieu de transit des évadés venus de l'Europe occupée. Thierry-Mieg y côtoie notamment Kim Philby, responsable du contre-espionnage au MI6 pour Gibraltar et Tanger.  
À partir de septembre, il y constate l’arrivée de nombreux haut-gradés anglo-américains, ainsi que du matériel militaire en nombre. L’opération Torch est sur le point d'être lancée, sans que les gaullistes en soient informés. Le 27 octobre, Vaudreuil reçoit l'ordre des autorités britanniques de quitter le Rocher et de regagner immédiatement Londres. Dès son arrivée, il informe le général de Gaulle du déclenchement imminent du débarquement et des contacts du commandement américain avec les autorités vichystes à Alger.

### Chef de la section contre-espionnage (1943-1944)
Remis à la disposition du BCRA, le colonel Passy le nomme début 1943 chef de la section contre-espionnage. C’est Vaudreuil qui, après Roger Wybot et avec l'aide de son adjoint Didier Faure-Beaulieu, instaura le « double fichier ». Sur la base des renseignements émanant de la France occupée, le fichier classait résistants comme collaborateurs et allait vite être un outil indispensable pour la Résistance. Et aussi provoquer nombre de rumeurs et de fantasmes, longtemps après. Lors de ses interrogatoires à la Patriotic School des volontaires à l'engagement dans la France libre, Vaudreuil eut parfois la surprise de tomber sur des célébrités telles que Jean Gabin ou Jean-Pierre Melville.  

La mort par suicide, dans les locaux de Duke Street, le 9 janvier 1943, de l'agent double Paul Manoel provoqua une recrudescence des campagnes menées contre les services gaullistes. L'historien Sébastien Albertelli en fournit l'explication dans l'un de ses ouvrages : 

« Pour Vaudreuil, Paul Manoel était un espion allemand… qui était passé aux aveux après un interrogatoire « sévère »… Le lendemain de ces aveux, le BCRA chercha à savoir quelle était la mission de Manoel en Angleterre. Laissé seul un moment, ce dernier fit un nœud avec sa chemise et se pendit… Jamais les antigaullistes n'acceptèrent la thèse du suicide, confirmée par  deux autopsies britanniques. Ils préféraient parler du pseudo-suicidé dans les caves de Duke Street. »

— Sébastien Albertelli, Les Services secrets du général de Gaulle
Épisode mineur au départ, cette affaire eut un retentissement international et fut prétexte à une machination politique antigaulliste.  
François Thierry-Mieg fut fortement marqué par ses échanges avec Jean Moulin, « Max », qu’il vit longuement et, pour la dernière fois, le 1er mars 1943. Dans ce qui devait être son ultime venue à Londres, Vaudreuil lui ouvrit l'ensemble de ses dossiers et lui fournit toute une série de renseignements sur les réseaux de la Résistance intérieure. Dans son témoignage recueilli en 1980 par le Centre national Jean-Moulin de Bordeaux, il décrivit avec une émotion intacte l'impression laissée par Max:

« Jean Moulin m'avait impressionné par la précision des questions qu'il m'a posées et l'attention qu'il portait aux réponses que je cherchais à lui donner ; quand on lui remettait un dossier, il ressortait tout de suite l'essentiel avec beaucoup de fermeté… son regard et sa façon de vous parler ou de vous écouter était quelque chose d'extraordinaire. L'homme, physiquement, n'était pas très costaud, mais il avait, dans sa tête, une vie intense et une présence extraordinaire. »

— François Berriot, Jean Moulin, Écrits et documents de Béziers à Caluire
Triste coïncidence, Thierry-Mieg fut l’un des premiers informés de la tragique arrestation de Caluire quelques semaines plus tard. À la demande du général de Gaulle, il fit immédiatement une synthèse des informations remontant de la France occupée, souvent contradictoires. Avec l’autorisation personnelle de Winston Churchill, Vaudreuil eut aussi accès aux archives des services britanniques et à leurs dossiers confidentiels sur Jean Moulin.
Très vite, la piste de la trahison de René Hardy s’imposa. Thierry-Mieg subit une pression considérable du tout puissant Henri Frenay, patron d’Hardy et rival de Moulin, mais il maintient ses conclusions. Dans le même témoignage donné en 1980, la réaction violente de Frenay était encore bien présente à son esprit. 

« Ce rapport, que j’avais établi dans les 10 jours à peu près qui ont suivi l’arrestation de Caluire, je l’ai remis à André Manuel, qui l’avait porté à Frenay (à Londres à cette époque)… et je me souviens que le lendemain, Frenay est venu me voir dans mon bureau…en me disant que c’était honteux d’accuser d’une pareille traitrise un homme (Hardy) aussi éminent que son collaborateur en qui il avait la plus grande confiance. »

— François Berriot, Jean Moulin, Écrits et documents de Béziers à Caluire

### Libération et après-guerre («Affaire Passy»)
L'approche de la Libération provoqua une multiplication des arrestations et une féroce répression nazie. Elle toucha durement sa famille, restée en France. Sa mère Marcelle, membre du réseau Notre Dame de Castille fut dénoncée à la Gestapo et arrêtée le 23 juin 1943. Détenue pendant six mois à la prison de Fresnes, elle devait mourir en déportation le 9 février 1945 à Ravensbrück. En revanche, Vaudreuil parvint à exfiltrer sa sœur Claude, dont le réseau avait été décimé et qui était traquée par la Gestapo. Elle parvint à s’enfuir pour l'Angleterre dans la nuit du 4 au 5 août 1944 à bord d’un Westland Lysander. Un second appareil clandestin fut abattu quelques minutes après et ses passagers tués.
Deux de ses neveux, Philippe Reinhart et Pierre Rufenacht, purent rejoindre les parachutistes du Special Air Service de la France libre. Ils y furent blessés et cités à plusieurs reprises, notamment lors des combats du maquis de Saint Marcel en juin 1944 et de l'opération Amherst.
Affecté à l'état-major de la 2e division blindée, le capitaine Thierry-Mieg entra à Paris le 25 août 1944 avec les blindés de Leclerc. Sa mission était de récupérer le maximum d’archives du 2e Bureau des mains de l'Abwehr. Hautement sensibles, elles comportaient nombre de dossiers confidentiels sur le personnel politique et militaire de l'époque.
Fin 1944, Vaudreuil retrouva Passy et participa à la création de la Direction générale des services spéciaux (DGER), puis du Service de documentation extérieure et de contre-espionnage (SDECE). Prenant la suite d'un BCRA construit autour de la lutte clandestine, elles visaient à doter la France de services modernes et adaptés aux nouvelles menaces de la guerre froide. Désormais l'un des derniers survivants de l'équipe Passy, Vaudreuil, prit en 1946 la direction du cabinet de son successeur, Henri Ribière. 
Mais le SDECE fut peu après déchiré par ce qui allait devenir « l’affaire Passy ». Celle-ci débuta le 12 avril 1946 à Londres lors d’un contrôle de routine, par le colonel Fourcaud, du poste britannique du SDECE. De retour à Paris, Fourcaud rapporte des rumeurs de malversations financières concernant le capitaine Landrieux. Henri Ribière décide alors de dépêcher sur place son nouveau directeur général adjoint, Pierre Sudreau, accompagné de François Thierry-Mieg.
Cette enquête confidentielle, menée par les deux hommes, va rapidement déboucher sur une affaire d’État. 
Rappelé à Paris et placé aux arrêts, Landrieux reconnaît l’existence d’une fausse comptabilité et s’être livré à divers trafics. Rongé par les remords, il se suicide en prison. Sous la direction de Pierre Sudreau, désormais assisté du magistrat Henri Puaux, responsable juridique du SDECE, les investigations prennent une tournure officielle. En quelques semaines, une soixantaine d’interrogatoires et une série de confrontation ont lieu. Entendu en même temps que Raymond Lagier et Daniel Cordier, Thierry-Mieg prend ses distances avec son ancien chef. Interrogé à son tour, Passy reconnait l’existence de dépôts de fonds secrets destinés, selon lui, à financer la lutte anti-communiste. Sanctionné, il se voit infliger soixante jours d’arrêts de forteresse. Dans la nuit du 4 au 5 mai 1946, il est conduit dans le plus grand secret dans l’est de la France pour purger sa peine. Ses rêves de carrière politique désormais brisés, Passy rejoint alors le secteur privé. 
Pour sa part, Thierry-Mieg mit un terme à sa carrière dans le Renseignement en 1951. Il prit la direction générale de la Compagnie française du Niger et y resta jusqu’à son départ en retraite en 1973. Sportif émérite, il participa aux Jeux olympiques de Rome en 1960 dans l'équipe de France de voile. Pendant quinze ans, il présidera le golf de Saint-Nom-la-Bretèche et contribua au lancement du trophée Lancôme.
Farouche anglophile depuis la guerre, il sera heureux de voir sa fille Pascale épouser en 1962 un jeune diplomate britannique, Sir Christopher Mallaby, Ambassadeur de Grande-Bretagne à Paris (1993-1996), Mallaby sera à l'origine du programme de bourses Entente cordiale.   
Remarié en 1989 avec Colette Crémieu, François Thierry-Mieg est mort le 30 septembre 1995 à l’âge de 86 ans.

## Décorations
- Officier de la Légion d'honneur(décret du 1 février 1962)[Quand ?]
- Commandeur de l'ordre national du Mérite
- Croix de guerre 1939–1945 avec deux citations
- Médaille de la Résistance française (décret du 31 mars 1947)[24]
- Médaille des évadés
- Médaille de la Liberté avec palme de bronze (États-Unis)
- Ordre de l'Empire britannique à titre civil (Royaume-Uni)
- Chevalier de l'ordre d'Orange-Nassau (Pays-Bas)